# Chiantla
Chiantla é uma cidade da Guatemala do departamento de Huehuetenango.